# Valeriana tzotzilana
Valeriana tzotzilana là một loài thực vật có hoa trong họ Kim ngân. Loài này được Barrie mô tả khoa học đầu tiên năm 2003.